# Diplacus leptaleus
Diplacus leptaleus är en gyckelblomsväxtart som först beskrevs av Asa Gray, och fick sitt nu gällande namn av Guy L. Nesom. Diplacus leptaleus ingår i släktet Diplacus och familjen gyckelblomsväxter. Inga underarter finns listade i Catalogue of Life.